# Edward Cornelius O’Leary
Edward Cornelius O’Leary (* 21. August 1920 in Bangor, Maine, Vereinigte Staaten; † 2. April 2002) war ein US-amerikanischer Geistlicher und römisch-katholischer Bischof von Portland.

## Leben
Edward Cornelius O’Leary studierte am Holy Cross College in Worcester und am St. Paul's Seminary in Ottawa, wo er auch das Lizenziat in Theologie erwarb. Er empfing am 15. Juni 1946 die Priesterweihe für das Bistum Portland und war in der Pfarrseelsorge in Portland, Old Orchard und Brunswick tätig. Als Seelsorger an der Kathedrale von Portland und als Kanzler der Diözesankurie erwarb er sich Verdienste um die Diözese. Papst Johannes XXIII. ernannte ihn 1959 zum Päpstlichen Hausprälaten.
Papst Paul VI. ernannte ihn am 16. November 1970 zum Titularbischof von Moglaena und Weihbischof in Portland. Der Bischof von Portland, Peter Leo Gerety, spendete ihm am 25. Januar des folgenden Jahres die Bischofsweihe. Mitkonsekratoren waren der  Bischof von Worcester, Bernard Joseph Flanagan, und Lawrence Preston Joseph Graves, Weihbischof in Little Rock.
Am 16. Oktober 1974 wurde er zum Bischof von Portland ernannt und am 18. Dezember desselben Jahres in das Amt eingeführt. In seiner Amtszeit erlebte das Bistum Portland einen starken Bevölkerungszuwachs, bei gleichzeitigem Einbruch der Priesterzahl. O’Leary reagierte auf diese Situation mit der Einbindung von Laien in die Bistumsverwaltung. Er trat engagiert gegen Pornografie und Abtreibung auf und initiierte Hilfen für AIDS-Kranke.
Am 27. September 1988 nahm Johannes Paul II. seinen vorzeitigen Rücktritt aus Gesundheitsgründen an.